# Negeri Sakti (Air Sugihan)
Negeri Sakti is een bestuurslaag in het regentschap Ogan Komering Ilir van de provincie Zuid-Sumatra, Indonesië. Negeri Sakti telt 1482 inwoners (volkstelling 2010).